# Schwickershausen (Hessen)
Schwickershausen is een plaats in de Duitse gemeente Bad Camberg, deelstaat Hessen, en telt 553 inwoners.